# Иртыш (футбольный клуб, Павлодар)
«Иртыш» (каз. Ертіс футбол клубы) — казахстанский футбольный клуб из Павлодара. 5-кратный чемпион (1993, 1997, 1999, 2002, 2003) и обладатель Кубка страны (1997/98).
В мае 2020 года команда снялась с розыгрыша чемпионата Казахстана из-за финансовых проблем. 21 сентября 2022 года официально признан банкротом. Возрожден в 2023 году. С сезона 2024 начали играть во Второй лиге Казахстана. Выиграв чемпионат, получили повышение в Первую лигу Казахстана.

## Названия
- 1965—1967 — «Иртыш».
- 1968—1992 — «Трактор».
- 1993—1995 — «Ансат».
- 1996—1998 — «Иртыш».
- 1999—2000 — «Иртыш-Бастау».
- 2000—н.в. — «Иртыш».

В 1997 и 2000 годах в первой лиге играла команда «Трактор» Павлодар (в 1997 году называлась «Трактор-2» Павлодар).
В 2003—2007 годах в первой лиге играла команда «Иртыш-2» (в 2004 году представяляла город Аксу), в 2016—2019 годах во второй лиге играла молодёжная команда «Иртыш U-21».

## История

### Чемпионат СССР
Участник 25 первенств СССР (1965—1971, 1973—1991). За этот период клуб провел 952 матча (+454=206-292_. Соотношение забитых и пропущенных мячей следующее — 1319:928.
Самые крупные победы — 7:1 («Металлург» Аксу, 1970) и 6:0 (7 раз). 

Самые крупные поражения — 0:6 («Луч», Владивосток, 1975; «Колос», Никополь, 1981).
В 1979 и 1981 годах команда играла в Первой лиге СССР.

### Кубок СССР
В 11 розыгрышах Кубка СССР: И — 37, В — 14, Н — 5, П — 18, Р/М 38 — 51. Наивысшее достижение — выход в 1/8 финала.

### Тренеры команды в советские годы
- Борис Каретников (1965; 1971; 1982—1983)
- Пётр Боголюбов (1966)
- Эдуард Боярский (1966—1967)
- Виктор Веретнов (1967—1970; 1977—1980)
- Станислав Каминский (1971)
- Владимир Котляров (1973; 1986—1987)
- Валентин Гроховский (1974—1975)
- Валерий Джулик (1975—1976)
- Адель Канеев (1976)
- Владимир Чеботарев (1984—1986)
- Александр Борн (1988—1990)
- Виктор Ярышев (1990—1993)

### Казахстан
- В сезоне 1996 Виктор Антонов стал лучшим бомбардиром чемпионата (21 гол)
- В сезоне 2000 Нилтон Мендес стал лучшим бомбардиром чемпионата (21 гол)
- В сезоне 2005 Мурат Тлешев стал лучшим бомбардиром чемпионата (20 голов)
- В сезоне 2008 Мурат Тлешев стал лучшим бомбардиром чемпионата (13 голов)
- В сезоне 2012 Улугбек Бакаев стал лучшим бомбардиром чемпионата (14 голов)

### Рекордсмены клуба
Количество матчей в чемпионате
1. Чернышов Владислав Геннадьевич — 262 матча
2. Кучерявых Андрей Александрович — 249 матчей
3. Коноваленко Сергей Владимирович — 220 матчей
4. Антонов Виктор Васильевич — 206 матчей
5. Садуов Ойрат Батаевич — 192 матча

(откорректировано по состоянию на 8 января 2016 года)
Количество матчей в турнирах УЕФА
1. Иванов Сергей Николаевич — 8 матчей
2. Чернышов Владислав Геннадьевич — 8 матчей
3. Мамуту Кулибали — 8 матчей
4. Предраг Говедарица — 8 матчей

(откорректировано по состоянию на 28 июля 2013 года)

### Достижения и поражения
За историю игр клуб одержал следующие победы и потерпел следующие поражения:

#### Самые крупные победы

##### Чемпионат Казахстана
Все игры окончились с результатом 6:0:
- 1992 («Актюбинец», Актобе);
- 1994 («Булат», Темиртау);
- 1996 («Восток», Усть-Каменогорск);
- 1996 («Жигер», Шымкент);
- 2003 («Батыс» Уральск);
- 2004 («Акжайык», Уральск).

Вторая лига
- 2024 - 8:0 («SD Family М», Павлодар).

Первая лига
- 2025 - 7:1 («Туркестан», Туркестан)

Кубок Казахстана
- 2003 — 6:0 («Жастар», Астана)

#### Самые крупные поражения

##### Чемпионат Казахстана
- 2011 — 2:7 («Актобе», Актобе);
- 2018 — 1:6 («Астана», Астана).

##### Кубок Казахстана
- 2000 — 0:6 («Аксесс-Голден-Грейн», Петропавловск)

##### Еврокубки
- 2011 — 0:2 («Металлург», Грузия) (Лига Европы УЕФА)
- 2013 — 0:2 («Широки Бриег», Босния и Герцеговина) (Лига Европы УЕФА)

### После образования чемпионата Казахстана
Все сезоны в высшем дивизионе (с 1992 по 2001 год называлась «Высшая лига», с 2002 по 2007 «Суперлига», с 2008 года «Премьер-лига».)
| Сезон | Тренер                                            | Соревнование | Место | Бомбардиры                              |
| 1992  | Виктор Ярышев                                     | Высшая лига  |       | О. Рылов — 16                           |
| 1993  | Виктор Ярышев / Виктор Веретнов                   | Высшая лига  |       | В. Антонов — 19                         |
| 1994  | Виктор Веретнов                                   | Высшая лига  |       | А. Абильдаев — 14                       |
| 1995  | Владимир Чеботарёв                                | Высшая лига  | 7     | В. Антонов, Д. Маликов, О. Рылов — 8    |
| 1996  | Виктор Веретнов                                   | Высшая лига  |       | В. Антонов — 21                         |
| 1997  | Виктор Веретнов                                   | Высшая лига  |       | В. Зубарев — 10                         |
| 1998  | Ваит Талгаев / Серик Бердалин                     | Высшая лига  |       | В. Антонов — 14                         |
| 1999  | Анатолий Чернов / Владимир Линчевский             | Высшая лига  |       | В. Зубарев — 22                         |
| 2000  | Владимир Линчевский                               | Высшая лига  |       | Н. Мендес — 21                          |
| 2001  | Леонид Назаренко                                  | Высшая лига  | 4     | Н. Мендес — 9                           |
| 2002  | Дмитрий Огай                                      | Суперлига    |       | А. Шатских — 13                         |
| 2003  | Дмитрий Огай                                      | Суперлига    |       | М. Агаев — 11                           |
| 2004  | Дмитрий Огай                                      | Суперлига    |       | М. Тлешев — 12                          |
| 2005  | Сергей Волгин                                     | Суперлига    | 6     | М. Тлешев — 20                          |
| 2006  | Сергей Волгин                                     | Суперлига    | 5     | Д. Уразов — 10                          |
| 2007  | Сергей Волгин                                     | Суперлига    | 4     | С. Струков — 8                          |
| 2008  | Ойрат Садуов                                      | Премьер-Лига |       | М. Тлешев — 13                          |
| 2009  | Ойрат Садуов / Леонид Назаренко                   | Премьер-Лига | 9     | Г. Даскалов — 5                         |
| 2010  | Талгат Байсуфинов                                 | Премьер-Лига |       | Г. Даскалов — 15                        |
| 2011  | Талгат Байсуфинов                                 | Премьер-Лига | 5     | Г. Мальцев — 10                         |
| 2012  | Талгат Байсуфинов                                 | Премьер-Лига |       | У. Бакаев — 14                          |
| 2013  | Талгат Байсуфинов                                 | Премьер-Лига | 6     | К. Бегалин — 5                          |
| 2014  | Тармо Рюютли / Ойрат Садуов / Дмитрий Черышев     | Премьер-Лига | 10    | К. Дудченко — 11                        |
| 2015  | Дмитрий Черышев / Димитр Димитров                 | Премьер-Лига | 6     | К. Дудченко — 8                         |
| 2016  | Димитр Димитров                                   | Премьер-Лига |       | Р. Муртазаев — 18                       |
| 2017  | Димитр Димитров / Вячеслав Грозный                | Премьер-Лига | 4     | А. Дарабаев, К. Фонсека, Р. Антонио — 5 |
| 2018  | Херард Нус / Ойрат Садуов / Димитр Димитров       | Премьер-Лига | 10    | П. Шабалин — 6, Д. Попадюк — 5          |
| 2019  | Димитр Димитров / Сергей Климов / Милан Миланович | Премьер-Лига | 8     | Ж. Манзорро — 6, Р. Каньяс — 3          |
| 2024  | Сергей Якушин / Николай Гавриш                    | Вторая лига  |       | А. Смаилов — 19                         |

## Достижения
Чемпионат Казахстана

### Чемпионат Казахстана
- Чемпион (5 раз): 1993, 1997, 1999, 2002, 2003.
- Серебряный призёр (4 раза): 1994, 1996, 2004, 2012.
- Бронзовый призёр (6 раз — рекорд): 1992, 1998, 2000, 2008, 2010, 2016.

### Кубок Казахстана
Кубок Казахстана
- Обладатель (1 раз): 1997/98.
- Финалист (3 раза): 2000/01, 2002, 2012.

### Кубок Казахской ССР
- Обладатель (2 раза): 1970, 1988.

### Азиатский Кубок чемпионов
- 4 место (1): 2001 (наилучшее достижение Казахстана)

### Азиатские кубки
| Сезон   | Соревнование              | Раунд                  |
| ------- | ------------------------- | ---------------------- |
| 1994/95 | Азиатский Кубок Чемпионов | Предварительный        |
| 1998/99 | Азиатский Кубок Чемпионов | 1 раунд                |
| 1999/00 | Азиатский Кубок Чемпионов | Групповая стадия       |
| 2000/01 | Азиатский Кубок Чемпионов | 4-е место (1/2 финала) |

### Еврокубки
| Сезон   | Соревнование        | Раунд | Страна               | Противник           | Результаты | Итоговый счёт |
| ------- | ------------------- | ----- | -------------------- | ------------------- | ---------- | ------------- |
| 2003/04 | Лига Чемпионов УЕФА | 1К    | Кипр                 | Омония              | 0:0, 1:2   | 1:2           |
| 2009/10 | Лига Европы УЕФА    | 1К    | Венгрия              | Халадаш             | 0:1, 2:1   | 2:2           |
| 2011/12 | Лига Европы УЕФА    | 1К    | Польша               | Ягеллония           | 0:1, 2:0   | 2:1           |
|         |                     | 2К    | Грузия               | Металлург (Рустави) | 1:1, 0:2   | 1:3           |
| 2013/14 | Лига Европы УЕФА    | 1К    | Болгария             | Левски              | 0:0, 2:0   | 2:0           |
|         |                     | 2К    | Босния и Герцеговина | Широки-Бриег        | 3:2, 0:2   | 3:4           |
| 2017/18 | Лига Европы УЕФА    | 1К    | Болгария             | Дунав               | 1:0, 2:0   | 3:0           |
|         |                     | 2К    | Сербия               | Црвена звезда       | 1:1, 0:2   | 1:3           |
| 2018/19 | Лига Европы УЕФА    | 1К    | Литва                | Тракай              | 0:0, 0:1   | 0:1           |

* Жирным выделены домашние встречи.

## Состав
| 1  | Флаг Казахстана | Вр  | Мирас Рихард        | 2005 |  |  |  |  |  |
| 35 | Флаг Казахстана | Вр  | Никита Калмыков     | 1989 |  |  |  |  |  |
| 41 | Флаг Казахстана | Вр  | Даниил Ефременко    | 2007 |  |  |  |  |  |
|    |                 |     |                     |      |  |  |  |  |  |
| 2  | Флаг Казахстана | Защ | Абай Касаин         | 2006 |  |  |  |  |  |
| 3  | Флаг Казахстана | Защ | Бахтияр Толеуов     | 2005 |  |  |  |  |  |
| 4  | Флаг Казахстана | Защ | Даниил Нырков       | 2002 |  |  |  |  |  |
| 7  | Флаг Казахстана | Защ | Владимир Воменко    | 1995 |  |  |  |  |  |
| 15 | Флаг Казахстана | Защ | Рауан Орынбасар     | 1998 |  |  |  |  |  |
| 23 | Флаг Казахстана | Защ | Адильхан Добай      | 2002 |  |  |  |  |  |
| 25 | Флаг Казахстана | Защ | Руслан Есимов       | 1990 |  |  |  |  |  |
| 27 | Флаг Казахстана | Защ | Ерасыл Байдрахманов | 2006 |  |  |  |  |  |
| 55 | Флаг Казахстана | Защ | Нурали Елемес       | 2006 |  |  |  |  |  |
|    |                 |     |                     |      |  |  |  |  |  |

| 8  | Флаг Казахстана | ПЗ  | Георгий Захаренко  | 1998 |  |  |  |  |  |
| 10 | Флаг Казахстана | ПЗ  | Тамерлан Агиманов  | 2006 |  |  |  |  |  |
| 11 | Флаг Казахстана | ПЗ  | Максим Федин       | 1996 |  |  |  |  |  |
| 14 | Флаг Казахстана | ПЗ  | Вячеслав Раскатов  | 2004 |  |  |  |  |  |
| 18 | Флаг Казахстана | ПЗ  | Максим Ваганов     | 2000 |  |  |  |  |  |
| 19 | Флаг Казахстана | ПЗ  | Артём Попов        | 1998 |  |  |  |  |  |
| 20 | Флаг Казахстана | ПЗ  | Анатолий Красотин  | 2000 |  |  |  |  |  |
| 21 | Флаг Казахстана | ПЗ  | Рахат Усипханов    | 2001 |  |  |  |  |  |
| 77 | Флаг Казахстана | ПЗ  | Владислав Богданов | 2006 |  |  |  |  |  |
| 80 | Флаг Казахстана | ПЗ  | Мирам Кикбаев      | 2006 |  |  |  |  |  |
|    |                 |     |                    |      |  |  |  |  |  |
| 9  | Флаг Казахстана | Нап | Матвей Герасимов   | 2001 |  |  |  |  |  |
| 97 | Флаг Казахстана | Нап | Арман Смаилов      | 1997 |  |  |  |  |  |

## Последние трансферы
| Поз. | Игрок                  | Прежний клуб        |
| ---- | ---------------------- | ------------------- |
| Вр   | Даниил Ефременко***    | Аксу                |
| Вр   | Мирас Рихард***        | Экибастуз           |
| Вр   | Никита Калмыков***     | свободный агент     |
| Защ  | Абай Касаин***         | Экибастуз           |
| Защ  | Адильхан Добай***      | Жетысу              |
| Защ  | Гафуржан Суюмбаев***   | Ордабасы            |
| Защ  | Ерасыл Байдрахманов*** | Аксу                |
| Защ  | Нурали Елемес***       | Арыс                |
| Защ  | Рауан Орынбасар***     | Жетысу              |
| ПЗ   | Анатолий Красотин***   | Улытау              |
| ПЗ   | Владислав Богданов***  | Аксу                |
| ПЗ   | Георгий Захаренко***   | свободный агент     |
| ПЗ   | Максим Ваганов***      | Туран               |
| ПЗ   | Максим Федин***        | Ордабасы            |
| ПЗ   | Мирам Кикбаев***       | Актобе              |
| ПЗ   | Рахат Усипханов***     | Туран               |
| ПЗ   | Тамерлан Агиманов***   | Экибастуз           |
| Нап  | Арман Смаилов***       | Елимай              |
| Нап  | Матвей Герасимов***    | Арсенал (Дзержинск) |

| Поз. | Игрок                 | Новый клуб       |
| ---- | --------------------- | ---------------- |
| Вр   | Дмитрий Пискун***     | свободный агент  |
| Вр   | Канат Баязит***       | Экибастуз        |
| Вр   | Тимур Носков***       | свободный агент  |
| Защ  | Азамат Канат***       | свободный агент  |
| Защ  | Алишер Бекжанов***    | свободный агент  |
| Защ  | Виктор Крюков***      | завершил карьеру |
| Защ  | Гафуржан Суюмбаев***  | завершил карьеру |
| Защ  | Павел Баркунов***     | свободный агент  |
| ПЗ   | Айхан Ержанов***      | свободный агент  |
| ПЗ   | Алмас Абдуалиев***    | свободный агент  |
| ПЗ   | Амир Муралинов***     | свободный агент  |
| ПЗ   | Диас Искаков***       | AKAS             |
| ПЗ   | Жаслан Каиркенов***   | Жетысу           |
| ПЗ   | Изат Кулжанов***      | свободный агент  |
| ПЗ   | Мейрамбек Еренгаип*** | свободный агент  |
| ПЗ   | Никита Боровскый***   | свободный агент  |
| Нап  | Александр Бовкун***   | свободный агент  |
| Нап  | Арман Смаилов**       | Елимай           |
| Нап  | Аспандияр Ержан***    | свободный агент  |
| Нап  | Тимур Байжанов***     | свободный агент  |

* В аренду

** Из аренды

*** Свободный агент

## Финансы
В феврале 2019 года руководитель управления физической культуры и спорта Павлодарской области Марат Айдашев предоставил данные об утверждённом бюджете ФК «Иртыш» на 2019 год, сообщив, что на текущий отчётный период бюджет клуба составил 1,2 миллиарда тенге. Однако он добавил, что на данный момент ведутся переговоры со спонсорами об объёме выделяемых средств. Чуть позже аким Павлодарской области Булат Бакауов заявил, что «бюджет павлодарского клуба сегодня составляет 2,4 миллиарда тенге».

## Фан-клубы

### Официальный фан-клуб
Фанатское движение клуба насчитывает достаточно большой срок своего существования, однако, официальное объединение появилось только в начале 2000-х годов, и назвало себя «Павлодарский Фронт». Прекратил своё существование летом 2005 г.

### Фан-движение «Север»
Фан-движение «Север» основано 19 июля 2011 года. Движение возникло в период участия ФК «Иртыш» в Лиге Европы УЕФА. Дебют движения состоялся 30 июля 2011 года на стадионе «Центральный» во время матча «Иртыш» — «Тараз». Домашним сектором движения является 19-й сектор.